# Agalaktie
Agalaktie (griechisch gala γαλα ‚Milch‘) beschreibt eine fehlende Milchsekretion während der Stillperiode.
Der Grund für die fehlende Milchsekretion kann entweder von einem Prolaktinmangel durch eine Störung im Hypothalamus-Hypophysen-System (z. B. Hypophyseninsuffizienz) verursacht werden oder in der Milchdrüse (z. B. fehlende Anlage, Entwicklungsstörung, Entzündung) liegen.

## Beim Menschen
Meist tritt die nachgeburtliche Agalaktie in Zusammenhang mit dem Sheehan-Syndrom auf, dabei werden durch schwerwiegende Schwangerschafts- oder Geburtskomplikationen (beispielsweise Eklampsie oder Nachblutungen in Mengen über einem Liter) hämorraghische oder ischämische Infarkte ausgelöst, wodurch die Zellen zerstört werden, die das für die Milchbildung notwendige Hormon Prolaktin in der Hirnanhangdrüse produzieren. Die Häufigkeit dieses Syndroms hat seit seiner erstmaligen Beschreibung 1938 deutlich abgenommen und tritt dank der deutlich verbesserten Möglichkeiten der intensivmedizinischen Betreuung (vor allem Transfusionen) nur noch in etwa 0,5 % aller Geburten auf.
Äußerst selten tritt ein isolierter Prolaktinmangel auf, der zur Agalaktie führt. Vermutet werden genetische Ursachen, Behandlungsmöglichkeiten sind nicht bekannt.

## Tierkrankheiten
- Mastitis-Metritis-Agalaktie der Schweine
- Infektiöse Agalaktie der Schafe und Ziegen, kontagiöse Agalaktie der kleinen Wiederkäuer (Mycoplasma agalactiae, eine Mykoplasmose, meldepflichtige Tierseuche in der Schweiz)

## Einzelbelege
1. ↑  A. Würterle, J. Florian: Geburtshilfliche Blutungskomplikationen mit nachfolgender partieller Hypophysenvorderlappeninsuffizienz und späterer Schwangerschaft. Die Partielle Hypophysenvorderlappen-Insuffizienz Implantation von Endokrinen Drüsen und Ihre Wirkungen bei Tier und Mensch. Springer, Berlin/Heidelberg 1957, S. 104–107.